# Katherine Moennig
Katherine Sian Moennig (født 29. december 1977) er en amerikansk skuespillerinde, mest kendt for sin rolle som Shane McCutcheon i serien The L Word.

## Personligt
Moennig er født i Philadelphia, og er datter af Mary Zahn (Broadwaydanser) og William Moennig (violinmager). Desuden er hun niece af skuespillerinden Blythe Danner og kusine til den Oscarvindende skuespillerinde Gwyneth Paltrow.

## Karriere
Moennig flyttede som 18-årig til New York for at studere på The American Academy of Dramatic Arts. Her begyndte hun også at arbejde som model, og havde enkelte roller ved teatret.
Hendes første større rolle var i tv-serien Young Americans, hvor hun spillede Jacqueline "Jake" Pratt, som begynder på Rawley Boys Academy, hvor hun fremstår som en dreng. 
Hun var til audition på rollen som Brandon Teena i Boys Don't Cry – men den rolle endte med at gå til Hilary Swank.
Siden 2004 har Moennig spillet en af hovedrollerne i tv-serien The L Word. Hun spiller Shane McCutcheon, en lesbisk frisør med mange seksuelle partnere.
Den 12. april 2006 havde Moennig sin Off-Broadway debut i stykket Guardians (af Peter Morris). Hun spillede en ung soldat i den amerikanske hær, som bliver syndebuk i en skandale om tortur i et irakisk fængsel. Historien er løst baseret på Lynndie Englands historie.

## Udvalgt filmografi
- Slo-Mo - Raven (2001)
- Love the Hard Way - Debbie (2001)
- The Shipping News - Grace Moosup (2001)
- Art School Confidential - Candace (2006)
- Invitation to a Suicide - Eva (2004)

### Tv-serier
- Young Americans - Jacqueline 'Jake' Pratt (2000)
- The L Word - Shane McCutcheon (2004-2009)
- Dexter - Michael Angelo (2010)